# هاجيمي كواكامي
هاجيمي كواكامي (باليابانية: 河上肇) (20 أكتوبر 1879، ياماغوتشي في اليابان - 30 يناير 1946)؛ صحفي، مترجم، أستاذ جامعي، شاعر، اقتصادي وروائي ياباني.

## روابط خارجية
- هاجيمي كواكامي على موقع الموسوعة البريطانية (الإنجليزية)